# Цирк «Олимп»
Это статья о литературном журнале. Об историческом цирке «Олимп» см. Олимп (цирк, Самара)
Вестник современного искусства «Цирк „Олимп“» — периодическое издание в формате «толстой» газеты с журнальной вёрсткой, посвящённое актуальному искусству (прежде всего литературе). Издавался в Самаре с ноября 1995 года до августовского дефолта 1998 года с периодичностью один выпуск в две недели и тиражом 3000 экземпляров. Распространялся по всероссийской подписке и в киосках «Роспечати», а также в книжных магазинах и салонах Москвы, Санкт-Петербурга, Самары, Тольятти, Новосибирска, Хельсинки, Гётеборга. Наряду с оригинальными художественными текстами, переводами, эссе, рецензиями, обзорами, научными, критическими и полемическими статьями в каждом номере публиковались фотографии и графические работы.
На страницах издания были впервые опубликованы художественные, эссеистические и искусствоведческие тексты отечественных и зарубежных авторов-нонконформистов. Среди них — Всеволод Некрасов, Генрих Сапгир, Игорь Лёвшин, Геннадий Айги, Лев Рубинштейн, Дмитрий Александрович Пригов, Андрей Сергеев, Игорь Холин, Владимир Строчков, Виктор Кривулин, Александр Левин, Иван Ахметьев, Василий Аксёнов, Ольга Седакова,  Александр Ожиганов, Евгений Попов, Нина Искренко, Михаил Айзенберг, Николай Звягинцев, Дмитрий Воденников, Владимир Салимон, Сергей Лейбград, Ирина Саморукова, Александр Макаров-Кротков, Владимир Тучков, Игорь Клех, Николай Байтов, Станислав Львовский, Виталий Лехциер, Татьяна Риздвенко, Герман Лукомников, Алексей Карпеев, Кэрол Руменс, Деннис Джозеф Энрайт, Леонард Шварц, Ежи Чех, Валерий Купка.
Создателем, идеологом и главным редактором «Цирка „Олимп“» был поэт, культуролог и литературный деятель Сергей Лейбград. 
В 2011 году легендарный вестник был возрождён в виде периодического сетевого издания.